# Røyrvik
Røyrvik (en same du Sud : Raarvihke) est une commune norvégienne située dans le comté de Trøndelag. Elle fait partie de la région du Namdalen.

## Géographie
La commune s'étend sur 1 594,75 km2 à l'extrémité nord-est du comté et est frontalière de la Suède à l'est. Une partie de son territoire est occupée par le parc national de Børgefjell.

## Histoire
Le nom Røyrvik, anciennement Røirviken est celui d'une ancienne ferme et est formé des mots røyr désignant l'omble chevalier et vik signifiant « grau ».
La commune a été créée le 1er juillet 1923 par détachement de celle de Grong.